# IC 2150
IC 2150 је спирална галаксија у сазвјежђу Голуб која се налази на листи објеката дубоког неба у Индекс каталогу.
Деклинација објекта је - 38° 19' 16" а ректасцензија 5h 51m 18,5s. Привидна величина (магнитуда) објекта IC 2150 износи 12,9 а фотографска магнитуда 13,6. Налази се на удаљености од 41,200 милиона парсека од Сунца. IC 2150 је још познат и под ознакама ESO 306-32, MCG -6-13-16, IRAS 05496-3819, PGC 18000.